# Miopsalis kinabalu
Espèce
Synonymes
- Stylocellus kinabalu Shear, 1993

Miopsalis kinabalu est une espèce d'opilions cyphophthalmes de la famille des Stylocellidae.

## Distribution
Cette espèce est endémique du Sabah en Malaisie. Elle se rencontre dans le parc national du Kinabalu sur le mont Kinabalu.

## Description
Le mâle holotype mesure 2,80 mm.

## Systématique et taxinomie
Cette espèce a été décrite sous le protonyme Stylocellus kinabalu par Shear en 1993. Elle est placée dans le genre Miopsalis par Clouse et Giribet en 2012.

## Étymologie
Son nom d'espèce lui a été donné en référence au lieu de sa découverte, le mont Kinabalu.

## Publication originale
- Shear, 1993 : « New species in the opilionid genus Stylocellus from Malaysia, Indonesia and the Philippines (Opiliones, Cyphophthalmi, Stylocellidae). » Bulletin of the British Arachnological Society, vol. 9, no 6, p. 174-188 (texte intégral).